# Делеглиз, Гаэль
Гаэль Делеглиз (фр. Gaelle Deleglise, род. 22 марта 1977 года, в коммуне Шамони, департамент Верхняя Савойя) — французская спортсменка. Бронзовая призёр чемпионата мира 1992 года.

## Биография
Гаэль Делеглиз впервые участвовала в 1988 году на национальном чемпионате среди девочек до 12 лет, в возрасте 11 лет и победила. Через год в Гренобле заняла 2-е место, уступив своей сестре Сандре. В 1990 году вновь была 2-й, но уже в категории до 14-и лет. Она стала чемпионом Франции по шорт-треку среди девушек до 14 лет в 1991 году, после чего попала в национальную сборную Франции по шорт-треку.
В феврале 1992 года на Олимпийских играх в Альбервилле в составе французской команды была запасной в эстафете. В марте на чемпионате мира в Денвере завоевала бронзу в эстафете и на командном чемпионате мира в Минамимаки с женской командой стала 7-й. Через месяц заняла 1-е место в общем зачёте на чемпионате Франции среди юниоров до 16 лет.
Через год, в феврале 1993 года вновь выиграла юниорское первенство Франции в Медоне. Из-за большой конкуренции она не попадала в состав сборной и поэтому участвовала на внутренних турнирах, однако в течение 3-х лет не могла зайти на подиум. Только в 1997 году в Альбервилле заняла 3-е место на чемпионате страны.